# District de Saint-Brieuc
Le district de Saint-Brieuc est une ancienne division administrative française du département des Côtes-du-Nord de 1790 à 1795.
Il était composé des cantons de Port-Brieux, Chatelaudren, Etables, Pledran, Plœuc, Plouvara, Quintin et Yffiniac.